# Valentin Thau
Valentin Thau (Herbsleben, 6 de outubro de 1531 — Leipzig, 10 de junho de 1575) foi um matemático, astrônomo e jurista alemão.